# Вецинін
Вецинін (пол. Wiecinin, нім. Welkingen) — село в Польщі, у гміні Баб'як Кольського повіту Великопольського воєводства.
Населення — 164 особи (2011).
У 1975-1998 роках село належало до Конінського воєводства.

## Демографія
Демографічна структура станом на 31 березня 2011 року:
|          | Загалом | Допрацездатний вік | Працездатний вік | Постпрацездатний вік |
| -------- | ------- | ------------------ | ---------------- | -------------------- |
| Чоловіки | 84      | 20                 | 55               | 9                    |
| Жінки    | 80      | 22                 | 38               | 20                   |
| Разом    | 164     | 42                 | 93               | 29                   |